# Korey Smith
Korey Alexander Sheridan Smith (Hatfield, 31 gennaio 1991) è un calciatore inglese, centrocampista del Cambridge Utd.

## Carriera
Cresciuto nel Norwich City, dopo due stagioni trascorse in prima squadra, il 25 gennaio 2012 passa in prestito al Barnsley. Rimasto ai margini della rosa dei Canaries a causa di vari infortuni, il 17 settembre seguente viene ceduto a titolo temporaneo allo Yeovil Town; il 15 marzo 2013 passa, sempre in prestito all'Oldham Athletic, con cui nel mese di giugno, dopo essere rimasto svincolato, firma un biennale. Il 27 giugno 2014 viene acquistato dal Bristol City, con cui si lega con un triennale; il 7 luglio 2016, dopo essersi imposto come titolare nel ruolo, prolunga fino al 2019.

## Statistiche

### Presenze e reti nei club
Statistiche aggiornate all'8 dicembre 2018.
| Stagione            | Squadra             | Campionato          | Campionato | Campionato | Coppe nazionali | Coppe nazionali | Coppe nazionali | Coppe continentali | Coppe continentali | Coppe continentali | Altre coppe | Altre coppe | Altre coppe | Totale | Totale | Totale |
| Stagione            | Squadra             | Comp                | Pres       | Reti       | Comp            | Pres            | Reti            | Comp               | Pres               | Reti               | Comp        | Pres        | Reti        | Pres   | Reti   |        |
| ------------------- | ------------------- | ------------------- | ---------- | ---------- | --------------- | --------------- | --------------- | ------------------ | ------------------ | ------------------ | ----------- | ----------- | ----------- | ------ | ------ | ------ |
| 2008-2009           | Norwich City        | FLC                 | 2          | 0          | FACup+CdL       | 0+0             | 0               | -                  | -                  | -                  | -           | -           | -           | 2      | 0      |        |
| 2009-2010           | Norwich City        | FL1                 | 37         | 4          | FACup+CdL       | 2+1             | 0               | -                  | -                  | -                  | FLT         | 0           | 0           | 40     | 4      |        |
| 2010-2011           | Norwich City        | FLC                 | 28         | 0          | FACup+CdL       | 1+1             | 0               | -                  | -                  | -                  | -           | -           | -           | 30     | 0      |        |
| ago. 2011           | Norwich City        | FLC                 | 0          | 0          | FACup+CdL       | 0+1             | 0               | -                  | -                  | -                  | -           | -           | -           | 1      | 0      |        |
| Totale Norwich City | Totale Norwich City | Totale Norwich City | 67         | 4          |                 | 6               | 0               |                    | -                  | -                  |             | 0           | 0           | 73     | 4      |        |
| gen.-giu. 2012      | Barnsley            | FLC                 | 12         | 0          | FACup+CdL       | -               | -               | -                  | -                  | -                  | -           | -           | -           | 12     | 0      |        |
| sett.-dic. 2012     | Yeovil Town         | FL1                 | 17         | 0          | FACup+CdL       | 0+0             | 0               | -                  | -                  | -                  | FLT         | 2           | 0           | 19     | 0      |        |
| mar.-giu. 2013      | Oldham              | FL1                 | 10         | 0          | FACup+CdL       | -               | -               | -                  | -                  | -                  | FLT         | -           | -           | 10     | 0      |        |
| 2013-2014           | Oldham              | FL1                 | 42         | 1          | FACup+CdL       | 5+1             | 1+0             | -                  | -                  | -                  | FLT         | 4           | 0           | 52     | 2      |        |
| Totale Oldham       | Totale Oldham       | Totale Oldham       | 52         | 1          |                 | 6               | 1               |                    | -                  | -                  |             | 4           | 0           | 62     | 2      |        |
| 2014-2015           | Bristol City        | FL1                 | 44         | 0          | FACup+CdL       | 4+0             | -               | -                  | -                  | -                  | FLT         | 6           | 2           | 54     | 2      |        |
| 2015-2016           | Bristol City        | FLC                 | 36         | 0          | FACup+CdL       | 1+1             | 0               | -                  | -                  | -                  | -           | -           | -           | 38     | 0      |        |
| 2016-2017           | Bristol City        | FLC                 | 23         | 0          | FACup+CdL       | 1+0             | 0               | -                  | -                  | -                  | -           | -           | -           | 24     | 0      |        |
| 2017-2018           | Bristol City        | FLC                 | 45         | 1          | FACup+CdL       | 1+6             | 0+2             | -                  | -                  | -                  | -           | -           | -           | 52     | 3      |        |
| 2018-2019           | Bristol City        | FLC                 | 2          | 0          | FACup+CdL       | 0+1             | 0               | -                  | -                  | -                  | -           | -           | -           | 3      | 0      |        |
| Totale Bristol City | Totale Bristol City | Totale Bristol City | 150        | 1          |                 | 15              | 2               |                    | -                  | -                  |             | 6           | 2           | 171    | 5      |        |
| Totale carriera     | Totale carriera     | Totale carriera     | 298        | 6          |                 | 27              | 3               |                    | -                  | -                  |             | 12          | 2           | 337    | 11     |        |

## Palmarès

### Club

#### Competizioni nazionali
- Football League One: 2

Norwich City: 2009-2010
Bristol City: 2014-2015
- Football League Trophy: 1

Bristol City: 2014-2015